# 伊藤淳 (政治家)

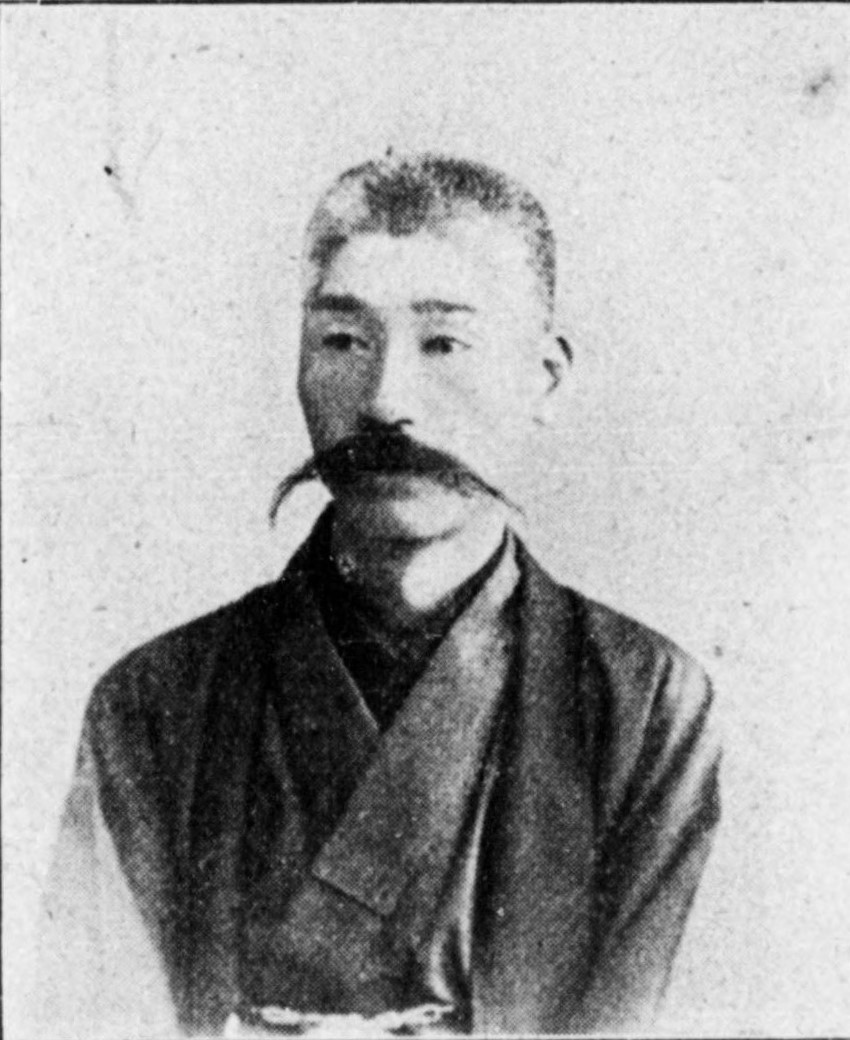
伊藤淳

伊藤 淳（いとう あつし、1854年11月22日（安政元年10月3日）- 1903年（明治36年）5月29日）は、明治期の農業経営者、政治家。衆議院議員。

## 経歴
越前国大野郡御領村（福井県大野郡阪谷村を経て現大野市御領）で、豪農・伊藤三郎左衛門の長男として生まれた。普通学を修めた。1874年（明治7年）8月に家督を相続した。
大区副区長、阪谷村五箇村組合長、大野郡会議員（2期）、同参事会員などを務め、明治初期に永昌社（金融機関）を創立して農家の便宜を図った。1885年（明治18年）11月、福井県会議員に選出され、1902年（明治35年）8月まで5期在任。この間、同常置委員、同参事会員などにも在任し、道路の整備などに尽力した。
1902年8月、第7回衆議院議員総選挙（福井県郡部、立憲政友会）で初当選し、1903年（明治36年）3月の第8回総選挙（福井県郡部、立憲政友会）でも再選され、衆議院議員に連続2期在任。議員在任中の同年5月に死去した。
郷里、阪谷の耕地整理、水田化、道路整備、河川の護岸工事などに尽力した。